# Benzylmagnesiumchlorid
Benzylmagnesiumchlorid ist eine organische Verbindung aus der Gruppe der Grignard-Verbindungen.

## Herstellung
Benzylmagnesiumchlorid kann durch Reaktion von Benzylchlorid mit Magnesiumspänen in Diethylether hergestellt werden.

## Reaktionen
Die Reaktion von Benzylmagnesiumchlorid mit Butyltosylat ergibt Pentylbenzol. Mit Monobromamin oder Dibromamin reagiert es zu Benzylamin. Die Reaktion mit Pyridin ergibt 2-Benzylpyridin und 4-Benzylpyridin im Verhältnis 1:4.
Bei der Reaktion mit Formaldehyd treten ungewöhnliche Produkte auf. Neben 2-Phenylethanol, das bei einer typischen Grignard-Reaktion zu erwarten wäre, entstehen auch 2-Methylbenzylalkohol und 2-(2-hydroxyethyl)benzylalkohol. Dabei tritt vermutlich ein sechsgliedriger Übergangszustand auf, in dem das Sauerstoffatom im Formaldehyd an das Magnesium koordiniert. Bei anderen Aldehyden tritt das erwartete Produkt auf, sowie das Produkt der doppelten Reaktion, jedoch keines, bei dem eine einfach Methylgruppe vorliegt. Beispielsweise ergibt die Reaktion mit Acetaldehyd das erwartete 1-Phenyl-2-propanol und 1-(2-(1-hydroxyethyl)phenyl)-2-propanol. Analog funktioniert auch die Reaktion von Benzylmagnesiumchlorid mit Propionaldehyd, Butyraldehyd, Isobutyraldehyd, 2-Ethylhexanal und Heptanal. Die wahrscheinlichste Erklärung für die ungewöhnlichen Reaktionsprodukte basiert auf der Bildung einer Koordinationsverbindung vor der eigentlichen Reaktion.